# Junkers G 38
Junkers G 38 — немецкий четырёхмоторный транспортный самолёт, совершивший первый полёт в 1929 году. В Германии были построены два опытных образца, летавших в Европе в качестве коммерческого транспорта в межвоенный период.
В 1930-х годах компания Mitsubishi приобрела лицензию на G.38, построив в общей сложности шесть самолётов в военной конфигурации, получивших обозначение Ki-20 и использовавшихся как бомбардировщики и транспортные самолёты.
Экипаж G.38 состоял из семи человек. Бортовые механики могли обслуживать двигатели в полёте благодаря конструкции крыла G.38, которая обеспечивала доступ ко всем четырём силовым установкам.

## Разработка

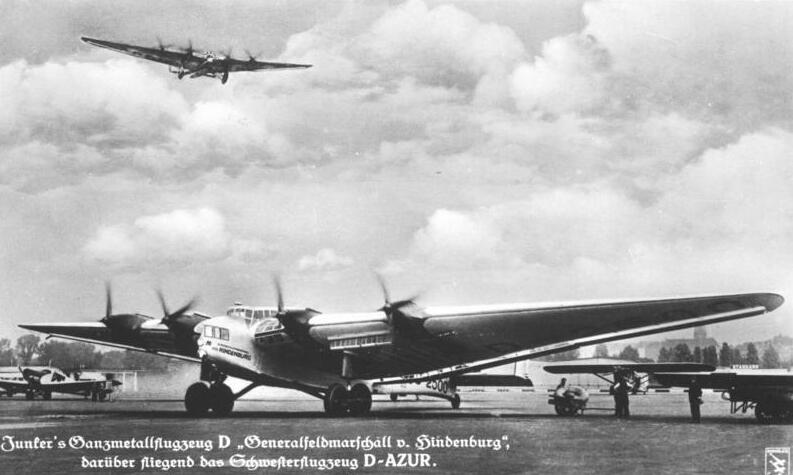
Junkers G 38

В течение 1920-х годов Хуго Юнкерс предпринял несколько попыток создать тяжёлый коммерческий транспортный самолёт. Первоначальный вариант, четырёхмоторный JG1, был разработан в 1921—1922 гг., но Юнкерс был вынужден уничтожить незавершённый самолёт на основании требований союзников после Первой мировой войны со ссылкой на Версальский договор. Позднее, в 1925 году, он опубликовал проектные спецификации для предлагаемого восьмидесятиместного пассажирского трансатлантического самолёта — проекта J.1000. Затем, ближе к концу десятилетия, командой разработчиков Junkers был начат проект G.40 по созданию трансатлантического почтового гидросамолёта. На основе этого проекта Юнкерс также разработал сухопутную версию, обозначенную как G.38. Несмотря на интерес со стороны германских вооружённых сил к варианту G.40, Юнкерс сосредоточил внимание именно на сухопутном варианте, который, получив финансирование от Имперского министерства авиации, был воплощён в металле.

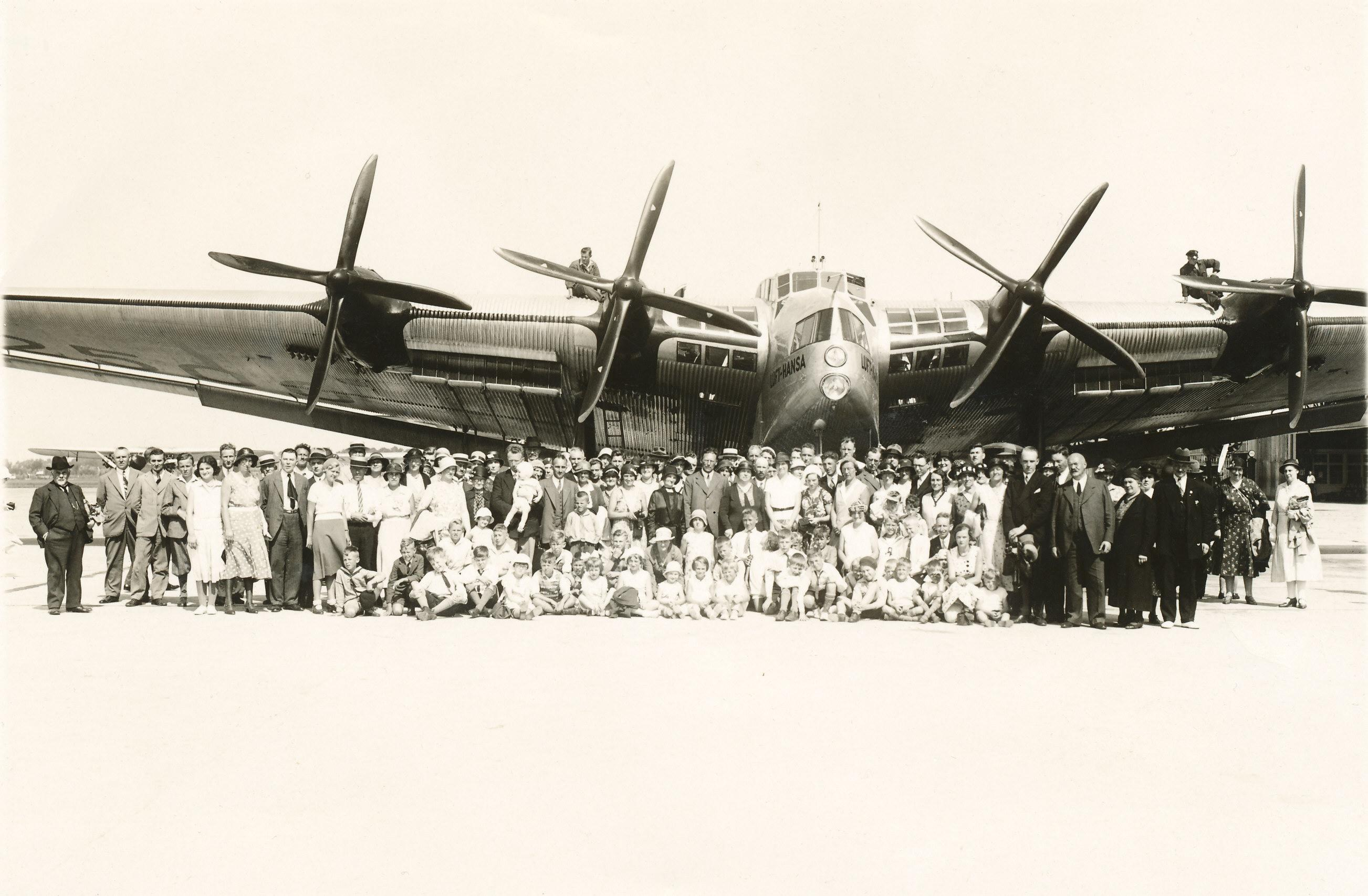
D-2500 в аэропорту Схипхол, хорошо видны окна кабин в крыльях

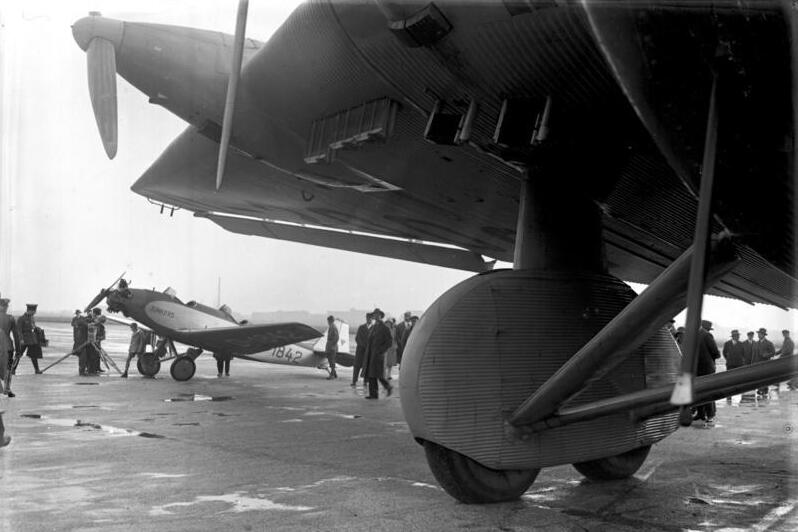
Первый прототип в аэропорту Темпельхоф

Первый прототип Junkers с заводским номером 3301, получивший регистрационный номер D-2000, впервые поднялся в небо 6 ноября 1929 года. Он был оснащён четырьмя дизельными двигателями: двумя 12-цилиндровыми двигателями Junkers L55 и двумя 6-цилиндровыми рядными двигателями L8 мощностью 294 кВт с общей номинальной мощностью 1470 кВт (1971 л. с.). Полет длился 1 час 25 минут. Имперское министерство авиации приобрело D-2000 для демонстрационных полётов и получило его 27 марта 1930 года. В июне 1930 года Junkers G.38 демонстрировался на авиасалоне в Ле-Бурже. В ходе лётных испытаний G.38 установил четыре мировых рекорда, включая рекорды скорости, расстояния и продолжительности полёта для самолётов грузоподъемностью 5000 кг. 2 мая 1930 года Lufthansa ввела D-2000 в коммерческую эксплуатацию для регулярных и чартерных рейсов.
Конструктивно G.38 соответствовал стандартной практике Юнкерса тех лет, используя лонжеронное крыло без расчалок и подкосов с обшивкой, как и у всего самолета, выполненного из гофрированного дюралюминия. Хвостовое оперение было выполнено по бипланной схеме и имело три руля направления. На внешней части задней кромки крыла были установлены элероны очень большого размаха, доходившие почти до внешних двигателей, которые также использовались как закрылки. Два пилота размещались бок о бок в кабине экипажа, используя для управления гигантские штурвалы, характерные для авиалайнеров того времени.
Хотя самолет продемонстрировал соответствие расчетным характеристикам, мощность установленных двигателей была явно недостаточной. 2 февраля 1931 года базирующийся в Лейпциге завод Junkers переоборудовал D-2000 двумя двигателями Junkers L8 и двумя L88 с общей номинальной мощностью 1764 кВт (2366 л. с.), увеличив пассажировместимость с 13 до 19 пассажиров.
В 1932 году на авиационном заводе в Дессау был заложен второй экземпляр самолета с увеличенным объемом фюзеляжа, новым крылом и двигателями. В новом варианте самолета размещалось 34 пассажира и 7 членов экипажа.
В начале своей карьеры G.38 был самым большим сухопутным самолётом в мире. Размещение пассажиров было роскошным по сегодняшним стандартам и должно было конкурировать с дирижаблями Zeppelin, эксплуатировавшимися авиакомпанией DELAG. Самолёт был уникален тем, что пассажиры размещались внутри крыльев, толщина которых составляла 1,7 м в корневой части. Помимо этого, было предусмотрено два пассажирских места в носовой части фюзеляжа. Передняя кромка каждого крыла была обшита стеклом, что открывало сидящим внутри пассажирам вид вперёд, обычно доступный только пилотам. В нижней и верхней пассажирских кабинах размещалось по 11 человек, также имелся салон для курящих и умывальные комнаты.

## Эксплуатация

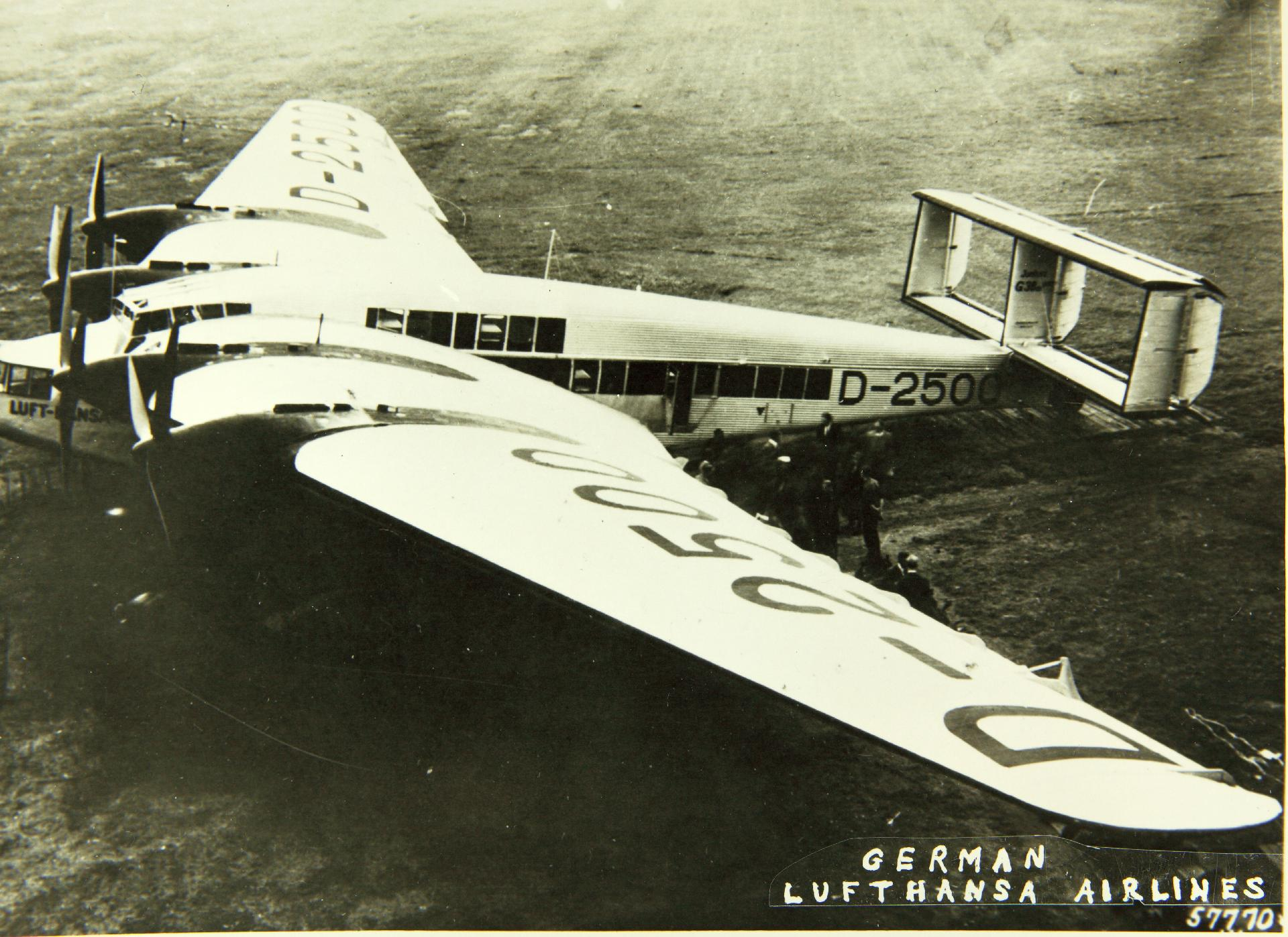
D-2500 авиакомпании Lufthansa

1 июля 1931 года Lufthansa начала регулярные рейсы между Берлином и Лондоном, перевозя до 13 пассажиров. Лондонско-берлинский маршрут был заморожен в октябре 1931 года для модернизации самолёта и расширения пассажирского салона D-2000. Модернизация продолжалась до лета 1932 года, во время которой в фюзеляже D-2000 была построена вторая палуба, что позволило увеличить грузоподъёмность и вместимость до 30 пассажиров. Кроме того, двигатели D-2000 были снова модернизированы до четырёх L88, что позволило получить общую мощность 2352 кВт (3154 л. с.). Также в это время регистрационный номер D-2000 был изменён на D-AZUR.
Между тем, второй G.38 — с заводским номером 3302 и регистрационным номером D-2500, позже перерегистрированный в D-APIS — был изначально построен с двухэтажным фюзеляжем и вместимостью 34 пассажира, из которых шесть пассажиров перевозились по три на крыло в каждой передней кромке, остальные 22 — на двух уровнях в фюзеляже. Lufthansa использовала D-APIS для выполнения регулярных рейсов, охватывающих города Берлин, Ганновер, Амстердам и Лондон. Этот самолёт был назван «Генерал-фельдмаршал фон Гинденбург».
В 1934 году двигатели D-2000 / D-AZUR были заменены на Jumo 4, общая мощность которых составила 3000 кВт (4023 л. с.).
Оба самолёта находились в эксплуатации одновременно до 1936 года, когда D-AZUR потерпел крушение в Дессау во время испытательного полёта после технического обслуживания. Лётчик-испытатель Вильгельм Циммерманн выжил, но Lufthansa пришлось списать самолёт из-за значительных повреждений.
D-2500 / D-APIS успешно летал в составе флота Lufthansa в течение почти десятилетия. К 1937 году он налетал более 1000 часов. Всего же за время эксплуатации налет составил 7000 часов и 1,4 миллиона километров. С началом Второй мировой войны этот самолет был реквизирован Люфтваффе для использования в качестве транспортного. Военные использовали его при оккупации Норвегии в апреле 1940 года и в 1941 году в кампании на Балканах. Он был уничтожен на земле во время налёта бомбардировщиков ВВС Великобритании на афинский аэродром 17 мая 1941 года.
В 1930 году Япония приобрела лицензию на производство Junkers G.38. Фирмой Mitsubishi было построено шесть самолетов этого типа, которые получили название Model 92. Японские ВВС предполагали использовать самолет, получивший индекс Ki-20, в качестве тяжелого бомбардировщика, однако в боевых действиях, по имеющимся данным, они участия не принимали.

## Конструкция
Junkers G.38 — четырёхмоторный цельнометаллический самолёт с бипланным стабилизатором и тремя килями.
Фюзеляж - цельнометаллический прямоугольного сечения. Конструктивно состоит из двух ферменных дюралюминиевых секций. Обшивка — гофрированный дюралюминий. В носовой части фюзеляжа расположена передняя обзорная кабина на двух пассажиров, застекленная шестью большими стеклянными панелями, за ней находится кабина бортрадиста. Далее — двухместная пилотская кабина. Высоко установленные кресла пилотов и большая площадь остекления обеспечивали отличный обзор из пилотской кабины. За кабиной экипажа располагался двухпалубный пассажирский салон. Пассажирские кабины располагались также в центроплане, проход в эти кабины находился в районе десятого кресла нижней палубы. Часть мест пассажирского салона могла трансформироваться в кровати. В задней части салона находился туалет с одним иллюминатором. На борту также имелась бортовая кухня, курительная комната и каюта стюардов. Входная дверь — двойная распашная, находилась по левому борту фюзеляжа. В полости под входной дверью расположена выдвигающаяся лестница, используемая в качестве трапа.
Крыло — среднерасположенное свободнонесущее трапециевидное в плане. Конструктивно состоит из центроплана и двух отъёмных консолей. Крыло стреловидное по передней кромке, с толстым профилем. Продольный силовой набор -—три основных лонжерона, воспринимающие до 90% нагрузки, и шесть вспомогательных. Поперечный силовой набор — нервюры. Лонжероны и нервюры выполнены из дюралевых труб. Высота центроплана в корневой части — два метра, а в месте стыка с консолями — полтора. В корневой части крыла расположены две застекленные по передней кромке пассажирские кабины. Вход в кабины — через проход в фюзеляже. Сзади кабин находился технологический коридор для доступа бортмехаников к двигателям. В крыле также были размещены топливные баки.
Хвостовое оперение — цельнометаллическое трёхкилевое с двумя стабилизаторами. Горизонтальное оперение выполнено по бипланной схеме с целью уменьшения габаритов  и повышения жесткости. Стабилизаторы отклоняемые в полете. Вертикальное оперение — центральный киль с рулем направления и два руля направления по бокам.
Шасси — неубираемое трехопорное с хвостовым колесом. На каждой из основных стоек установлены качающиеся в вертикальной плоскости шассийные тележки. На тележках установлены тандемно по два колеса с шинами низкого давления. На ранних этапах эксплуатации тележки закрывались аэродинамическим обтекателем. Амортизация стоек воздушная. Колеса снабжены барабанными тормозами.
Силовая установка - четыре поршневых 12-цилидровых V-образных рядных двигателя водяного охлаждения Junkers L88 мощностью 800 л.с. каждый на передней кромке крыла. Воздушный винт — деревянный четырехлопастной диаметром 4,5 м. В процессе эксплуатации двигатели L88 заменили на дизельные двигатели Jumo 204 Junkers мощностью 750 л.с. Запас топлива 3480 литров.

## Характеристики

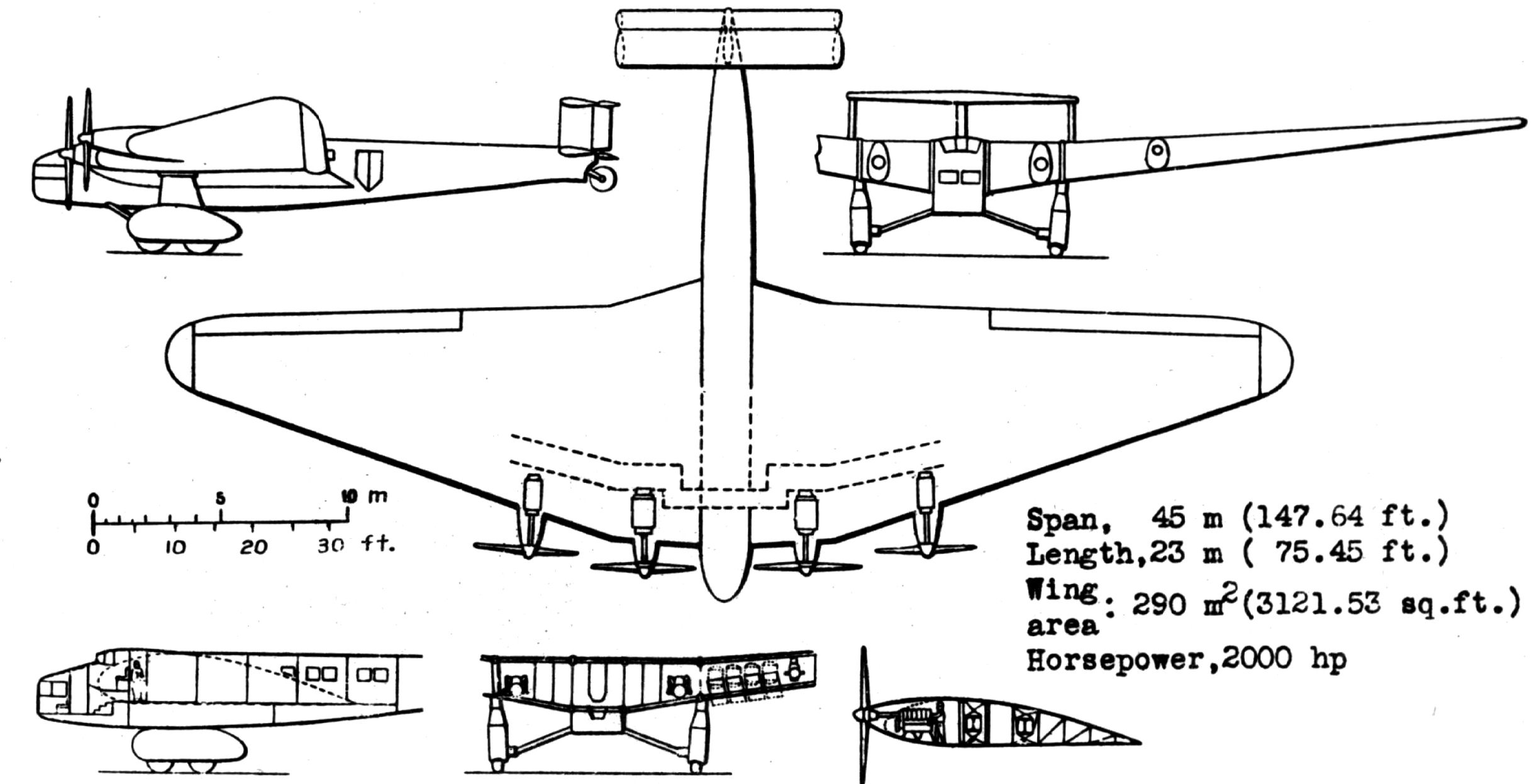
Junkers G.38 в трёх проекциях из NACA Aircraft Circular No.116

## Характеристики[8]

### Технические характеристики
- Экипаж: 7 человек
- Пассажировместимость: 30 (D-2000/D-AZUR) и 34 (D-2500/D-APIS) пассажира[3]
- Длина: 23,21 м[3]
- Размах крыла: 44 м
- Высота: 7,2 м[1]
- Площадь крыла: 290 м²[1]
- Масса пустого: 14 920 кг[3]
- Масса снаряжённого: 24 000 кг
- Максимальная взлётная масса: 21 240 кг[1][3]
- Двигатели (D-AZUR): 4 дизельных оппозитных поршневых двигателя с водяным охлаждением Junkers Jumo 4
- Двигатели (D-APIS): 4 шестицилиндровых рядных поршневых двигателя Junkers L88 с водяным охлаждением, мощностью 308 кВт (413 л. с.) каждый на взлёте, подвесные.
- Пропеллер: четырехлопастные деревянные пропеллеры с фиксированным шагом; двухлопастные деревянные пропеллеры с фиксированным шагом (в сочетании с внешними двигателями Junkers L8)

### Лётные характеристики
- Максимальная скорость: 225 км/ч[9]
- Крейсерская скорость: 175 км/ч
- Практическая дальность: 3460 км[9]
- Практический потолок: 3690 м[9]

## Эксплуатанты
- Веймарская республика
  - Lufthansa
- Нацистская Германия
  - Lufthansa
  - Luftwaffe

## В популярной культуре
G.38 был показан в анимационном фильме 2013 года «Ветер крепчает» японского режиссёра Хаяо Миядзаки.